# Grot La Magdeleine des Albis
De Grot La Magdeleine des Albis is een grot in de Franse gemeente Penne (Tarn) met prehistorische muurtekeningen die stammen uit het midden- of laat-Magdalenien. De grot is bekend om haar uitgekerfde en uitgehouwen vrouwenfiguren in de rotswand.
La Magdeleine des Albis werd ontdekt in 1952 door Henri Bessac. Deze grot is maar 18 meter diep en hierdoor is alle kunst zichtbaar bij daglicht. In de grot zijn er vijf figuren in de rotswand gekerfd: een bizon, een paard en drie vrouwelijke figuren. De derde van deze figuren werd pas geïdentificeerd in 1987. Zoals de dieren in de grot zijn de vrouwelijke figuren gekerfd rekening houdend met het natuurlijk reliëf van de rotswand. Daarna zijn nog stukken rots weggehouwen waardoor een bas-reliëf is ontstaan. De vrouwen zijn liggend voorgesteld, met gebogen ellebogen en met gebogen hoofden rustend op de handen. Borsten, vulva's en benen zijn duidelijk weergegeven.